# Шехре-Джадиде-Хештгерд
Шехре-Джадиде-Хештгерд (перс. شهر جدید هشتگرد‎) — небольшой город на севере Ирана, в остане Альборз. Входит в состав шахрестана Саводжболаг.

## География
Город находится в центральной части Альборза, к югу от хребта Эльбурс, на расстоянии приблизительно 17 километров к северо-западу от Кереджа, административного центра провинции. Абсолютная высота — 1532 метра над уровнем моря.

## Население
По данным переписи 2006 года население города составляло 15 619 человек (8070 мужчин и 7549 женщин). В Шехре-Джадиде-Хештгерде насчитывалось 4353 семьи. Уровень грамотности населения составлял 88,57 %. Уровень грамотности среди мужчин составлял 89,26 %, среди женщин — 87,84 %.